# 부갱빌 여행기 보유
부겡빌 여행기 보유(-旅行記補遺, Supplément au voyage de Bougainville), 부제 도덕관념을 그것을 내포치 않는 행위에 연관짓는 것의 위험에 대한 A와 B의 대화는 드니 디드로의 철학 콩트이다. 1796년에 사후 초판. 이 작품으로 전작 이것은 콩트가 아니다와 카를리에르 부인과 함께 윤리콩트 3부작을 맺는다.

## 줄거리
대화의 주역은 A와 B로, 첫 프랑스인 세계일주가 루이 앙투안 드 부갱빌의 1771년작 세계 여행기에 대해 이야기를 나눈다. B는 부갱빌이 말한 일부 소위 명증한 사실들에 대해 쓰여진 가상의 '보유'(補遺)를 훑어보자 제안한다. 이 보유의 두 부분만이 대화에 삽입되어 있는데, 노인의 고별사(Les adieux du vieillard)와 장
문의 사제와 오루의 대담(Entretien de l'aumônier et d'Orou)이다.

### 1장 - 부갱빌 여행기 평가
대화의 도입부는 대화가 중간에서 계속된다는 인상을 준다. 두 인물은 안개가 걷혀서 여행을 계속하기를 기다리고 있는 참에, B는 부갱빌의 '세계 여행기'를 읽고 있다. 읽은 적이 없는 A는 부갱빌의 성격과 그 여행에 대해 B에게 묻는데, '즐거운 정주생활에서 벗어나서 활동적이고 괴로우며 피곤하고 방탕한 여행가의 일로 옮겨가는 특이한 인물'이라 답하며, 그 여행은 B에게 자신의 여로를 상기시키노라고 말한다.
그러고는 여행의 난관의 이야기를 하니, 자연재해, 질병, 물질적 피해, 도움의 부재 등이 그것이다. 이후 소개하는 세부적인 일화는 파라과이에서의 제국주의적 태도의 예수회 사제들이 추방당한 것이나, 마겔란이 묘사한 파타고니아인의 거구에 대한 의문, 부갱빌을 파리에 따라간 타히티인 아오투루가 유럽의 이질적인 풍습을 이해하기 어려워한 것 등이다. 안개가 걷히고 두 동료가 길을 계속할 수 있게 되는 시점에서 1장이 끝난다. 흥미로워하는 A에게 B는 부갱빌 여행기를 섬의 어느 한 추장의 작별인사 부분에서 계속 읽으라고 건네준다.

### 2장 - 노인의 고별사
지혜를 상징하는 인물인 이 노인은 유럽인들의 도착 이래로 전혀 말이 없이 모습을 감추고 있었는데, 유럽인들이 떠날 때가 오자 먼저 동족에게 연설을 한다. 침략자로 보이는 이 유럽인들이 떠나는데 슬퍼하느냐며, 차라리 그들이 내도한 것을 슬퍼핢직하다 하고, 그들이 언젠가 돌아올 것을 경계하며 그것은 섬의 모두에게 절망적일 것이니 미래는 어둡다고 말한다.
언젠가는 너희도 저들만큼 타락하고 저열하고 불행케 되어 저들을 섬기게 될지니.
그리고는 일당의 우두머리인 부갱빌에게 경멸스럽게 고하니, 그가 타히티인들에게 미친 악영향을 꾸짖고, 오로지 섬사람들의 행복을 짓밟고자 한 유럽인들의 권모술수적인 면모를 묘사한다. 어느새 화제는 야생의 삶의 찬양과 유럽인 비난으로 바뀌어 있는데, 이 탐험이 미친 피해를 나열하니, 섬사람들을 변질시키고 질투, 경쟁심을 심어주었으며, 자유와 재산을 앗아가고, 그 예의에 보답하지 않았는 데다가, 그들을 타락시키고 악행을 가르쳐주었다 한다. 이러한 규탄 외에도 '민족 독살자'일 뿐인 소위 문명인들을 조롱한다. 늙은이는 부갱빌과 그 일당에게 저주를 내리며 이야기를 맺는다.
가라. 오는 길에 너를 살려둔 죄많은 바다가 가는 길에 너를 집어삼켜 우리의 원수를 갚아주어 그 죄를 씻을 수 있기를.
A와 B는 늙은이의 말에 그다지 첨언하지 않으나 대화의 진실성을 확인하는데 시간을 들이는데, 이 부분은 부갱빌의 글에 부재하나, 사실성을 가하기 위해 디드로가 가장하길, 사실은즉 부갱빌이 유럽인들의 눈치를 보느라 이 대화를 뺐다는 것이다.

### 3장 - 사제와 오루의 대담
도입부에서 두 인물이 소개되는데 36세의 오루와 오루에게 초대받은 같은 나이의 예수회 탐험가 사제이다. 오루에게는 아내와 세 딸 아스토, 팔리, 티아가 있는데, 손님맞이의 관습대로 오루는 사제에게 이 넷 중 한 명과 같이 밤을 보내게 해주겠다 제안한다. 사제는 자신의 종교, 국가, 도덕 등을 이유로 들며 거절하고 두 남자는 이에 대해 대화를 나누게 된다. 현지의 관습에 따르라는 제안에 설득된 젊은 사제는 막내 처녀 티아와 밤을 보내게 된다.
다음날 오루는 사제에게 이 종교라는 것이 무언지 설명해달라 한다. 사제는 기독교의 세계관, 전지전능하고 영원하며 보이지 않는 신의 천지창조니 선악과 가부를 가르는 신의 말씀인 기독교 윤리관을 설명하지만, 오루는 이에 대해 긴 대답을 펼치는데, 이 신성의 도리란 것이 천리와 이성에 어긋나는 것이요, 인간은 누구의 소유도 아니라 하여, 윤리규범의 근거와 존재에 의문을 던지는 것이요, 나아가 가로되 본인의 목적은 오로지 선행과 자연의 존중이라는 것이다.
대화는 계속되고 사제는 결혼제도에 대해 오루에게 묻는데, 오루가 내리는 결혼의 정의는 그 하나하나가 자신이 생각하는 자연의 이치에 합당한 것이다.
한 지붕 아래서 살고 한 침대에서 자는 것일세. 서로의 마음에 든다면 (...)
중요한 것은 이 결합에서 나는 새 생명인데, 오루가 열정을 띠고 모성숭배를 설명하는데, 여인이 아이가 많을수록 더 인기가 많다는 것이며, 이 섬이 진정한 보배는 아이들이라고 한다. 그리하여 대화는 아이들이 혼기를 맞기 전에 통과하는 의례로 넘어가는데, 이 의례는 남녀에 따라 다르며, 거치지 않는다면 사회의 엄중한 처벌을 받는다. A가 글을 읽어내려가는 도중에 난외의 주에서 멈추는데, 사제가 이 결혼관념이 개인의 자유를 존중하니 현명하도다 하고 달아놓은 글귀이다. 전 장처럼 디드로는 본서에는 없는 이 내용이 진실인 것인마냥 허풍을 치는데 유럽의 도덕관념 때문에 검열당했다는 것이다.
A와 B의 대화는 곁길로 새서 폴리 베이커 양의 고생담을 예로 드는데, B는 법으로 처벌당한 이 미혼모 처자를 변호하며 말하길, 베이커가 이 꼴이 된 것은 단지 베이커를 갖고 놀며 책임은 안 지려는 비열한 남자들 탓이라는 것이며, 논리적으로 왜 처벌받아야 할 이들은 베이커가 아닌 남자들인지 조목조목 따지니, 이 합리적인 대화에 따르면 베이커는 전혀 죄가 없다는 것이다.

### 4장 - 사제와 타히티인 대담의 계속
오루와 사제 간의 대화가 계속된다. 우루가 말하길 섬의 자유로운 성관념에 따르면 근친상간이나 간통 등의 개념은 존재하지 않는다는 것이며, 여자아이가 너무 추해 신랑감을 못 찾는다면 그 아비가 의무적으로 회임시켜야 한다고 하며, 부인에게 더 이상 치근대는 남성이 없다면 그 아들이 동침해드리는 것이 자식으로서의 의무를 다하는 것이라.
다만 제례에는 규율이 있는데, 여자들은 그들의 천의 색에 따라 구분 가능한데 각자의 천에 따른 규칙을 지키지 않으면 벌을 받는다. 흰 천은 사춘기 이전의 순결한 여아를 나타내며, 여아가 남자의 유혹에 넘어갔을 시 부친의 오두막에서 쫓겨난다. 회색 천은 일시적으로 자손번식 할 수 없는 여성이요, 검은 천은 폐경기 혹은 불임여성이다. 이 여성들이 사랑의 쾌락에 넘어간다면 추방당하거나 노예가 된다. 이러한 사실을 통해 성교의 주 목적이란 자손번식이라 생각되고 있음을 알 수 있다. 대담은 가톨릭교도들의 (지켜지지도 않는) 순결서약의 바보같음과 터무니없음을 조소하며 끝을 맺는다

### 5장 - A와 B의 대화의 계속
A와 B는 타히티의 윤리관에 동의하며 사람들에게 인위적, 자의적, 모순적 법칙을 강요하는 문명에 의문을 제기한다. 그리고 민법과 교리가 규정한 남녀정사의 관습을 자연의 법칙에 견주어보는데, 결혼, 이성 유혹, 정조, 정숙함 등이 그것이다.
대화는 문명의 규칙의 엄청난 피해와 유럽사회 비난으로 이어지는데, 즉 인간은 자연의 규칙에 따르지 않음으로서 불행해졌으며, 장애물을 자청해 두는 꼴이니 이는 자기 자신이 스스로의 불행의 근원이라. B가 문명인의 처지를 요악하길
이 인간 내부에 인조인간을 들여보냈는데, 그 동굴 안에서 끊임없는 전쟁이 벌어진 걸세. 언제는 자연인이 더 힘세다가 언제는 도덕인, 인조인에게 나가 떨어지는 거야.
날씨가 개이며 A와 B는 대화를 끝매치고 산책을 다시 나가고자 한다.

## 형식
도덕의 근원과 보편성을 논하는 이 대화록은 18세기의 철학대화록의 전형을 따르는 대표작이다. 그 전형으로서는
- 두 익명 간의 대화
- 복잡한 구조 (격자구조)
- 실존 문서에의 가상 속편 및 보유
- 유토피아

등이 있다.

## 국역본
- 드니 디드로, 정상현 역, 《부갱빌 여행기 보유》, 도서출판 숲, 1772/2003.